# 烏拉尼夫卡
49°5′38″N 29°9′42″E / 49.09389°N 29.16167°E
烏拉尼夫卡（烏克蘭語：Уланівка），是烏克蘭西南部的村莊，隸屬文尼察州的文尼察區。該村面積0.82平方公里，海拔高度252米，2001年人口238，人口密度每平方公里290.24人。